# La Bouilladisse
La Bouilladisse település Franciaországban, Bouches-du-Rhône megyében. Lakosainak száma 6447 fő (2022. január 1.). La Bouilladisse Auriol, Belcodène, La Destrousse, Peynier, Peypin és Trets községekkel határos.

## Népesség
A település népességének változása:
| Lakosok száma | 1959 | 3117 | 4115 | 5561 | 6046 | 6079 | 6194 | 6270 | 6316 | 6447 |
|               | 1968 | 1982 | 1990 | 2006 | 2013 | 2015 | 2017 | 2019 | 2020 | 2022 |